# 単一国家

連邦国家
単一国家

単一国家（たんいつこっか、英: Unitary state）とは、主権国家のうち単一の統一された中央政府によって統治され、対外的にも対内的にも、国家主権を分有する政体を含まない国家様態である。
対義語は、連邦国家。

## 概要

青色の国家が単一国家

### 単一国家と連邦制国家
アメリカ合衆国やカナダ、ドイツ、スイスなどのような連邦国家では、国（連邦）と州などの地方政府が主権を分担させているのに対し、単一国家では、主権を国（中央政府）に集中させている。
単一国家の場合も、日本の「国」と「都道府県」などのように複数の政治機関をもち、地域ごとに自治体など地方行政区分を設けることがほとんどだが、その政治的・行政的権限は連邦国家でのそれと比べて大きく限定されている。そのため、単一国家は中央集権国家としての性格が強いとされてきたが、最近は、単一国家であっても地方分権が進められる傾向がある。

### 単一国家の成立
近代的な単一国家は、中世的・封建的な領邦が、近世的な絶対君主制の下で（あるいは植民地であった場合は宗主国の下で）統合されていったことに端を発しており、その後に近代的な国民国家が成立するなかで確固たるものとなった。しかし複数の国民国家が連邦国家を形成したケースも多い。逆にかつてのソ連など、連邦国家を称していても非常に中央政府（連邦政府）の力が強かったため、実際には単一国家に近いケースもあった。
現在ではイギリス発祥のウェストミンスター・システムを採用する国家が単一国家であることが多い。イギリスもスコットランドやウェールズ、北アイルランドに一定の自治を認めているものの、いまの時点では単一国家だと考えられている。日本、韓国、フランス、イタリアなども単一国家の例である。中華人民共和国は一国二制度を採用し、香港・マカオに自治を認めているが単一国家と見なされている。
なお、単一国家は単一民族国家と重なると考えられがちだが、中華人民共和国やインドネシアのように多民族国家でも連邦制を採用せず、単一国家となっている例もある。